# Carlos Areces
Carlos Areces Maqueda, född den 27 mars 1976 i Madrid, är en spansk skådespelare.
Areces har bland annat medverkat i filmen Kära Passagerare. Han har även medverkat i TV-serierna Death Inc. och Superstjärna där han spelat Dámaso Carrillo respektive Paco Porras.

## Filmografi (i urval)
- 2013 – Kära passagerare
- 2024–2025 – Death Inc. (TV-serie)
- 2025 – Superstjärna (TV-serie)